# Cleo Moore
Cleo Moore (nacida como Cleouna Moore; 31 de octubre de 1924 o 1929-25 de octubre de 1973) fue una actriz estadounidense, conocida principalmente por interpretar el papel de sex symbol en películas de Hollywood de la década de 1950.
Después de haber sido criada en Baton Rouge, Louisiana, y de trasladarse a Hollywood en la década de 1940, Moore se convirtió en una conocida chica pin-up. Después de aparecer en filmes menores, Moore firmó un breve contrato con Warner Brothers en 1950. A continuación, firmó un contrato de dos años con la RKO Radio Pictures (1950-52), antes de firmar un contrato más largo con Columbia Pictures en 1952.
En Columbia, Moore fue moldeada como la siguiente estrella de cine del estudio, con la esperanza de conseguir "su Marilyn Monroe" o la "nueva Rita Hayworth". Durante su tiempo en Columbia, Moore protagonizó One Girl's Confession (1953), The Other Woman (1954), y Women's Prison (1955). Sin embargo, la carrera de Moore comenzó a declinar cuando el estudio firmó un contrato con Kim Novak y comenzó a centrarse en su capitalización en lugar de Moore. Moore se retiró de la actuación en 1957, después de protagonizar en Hit and Run.
Moore murió mientras dormía a la edad de 48 años en 1973. A pesar de que nunca consiguió el verdadero estrellato en el cine, Moore se ha convertido en una actriz de culto entre los aficionados, y varias de sus películas son consideradas clásicos de culto.

## Filmografía
- Embraceable You (1948)
- Congo Bill (1948)
- Dynamite Pass (1950)
- Bright Leaf (1950)
- 711 Ocean Drive (1950)
- The Great Jewel Robber (1950)
- Rio Grande Patrol (1950)
- Hunt the Man Down (1950)
- Gambling House (1951)
- La casa en la sombra (1952)
- The Pace That Thrills (1952)
- Strange Fascination (1952)
- One Girl's Confession (1953)
- Thy Neighbor's Wife (1953)
- Bait (1954)
- The Other Woman (1954)
- Women's Prison (1955)
- Hold Back Tomorrow (1955)
- Over-Exposed (1956)
- Hit and Run (1957)